# Técnica de un espía
Técnica de un espía (en italiano: Tecnica di una spia) es una coproducción española e italiana del año 1966 dirigida por Alberto Leonardi y protagonizada por Tony Russel y Erika Blanc, de género espionaje.

## Reparto
- Tony Russel -  Alan Milner
- Erika Blanc - Erika Brown
- Conrado San Martín - Otis
- Dyanik Zurakowska - Mitzi
- Fernando Cebrián	- Kare
- Adriano Micantoni - Louis Kerez Fischer
- Wilbert Bradley - Steiner
- Antonio Pica - Alex